# Chiesa di San Calogero
La chiesa di San Calogero è un edificio religioso di Favara.

## Storia
Presente nel corso del Settecento, la chiesa fu distrutta nel 1963 per poi essere ricostruita nello stesso anno, nelle forme attuali. Fu inaugurata nella primavera del 1964. All'interno della chiesa si trova una statua del santo, di pregevole fattura artistica, risalente all'Ottocento.